# Verwaltungsgemeinschaft Schwindegg
Die Verwaltungsgemeinschaft Schwindegg im oberbayerischen Landkreis Mühldorf a.Inn wurde im Zuge der Gemeindegebietsreform am 1. Mai 1978 gegründet und zum 1. Januar 1994 wieder aufgelöst.
Ihr gehörten die Gemeinden Schwindegg und Obertaufkirchen an.
Sitz der Verwaltungsgemeinschaft war Schwindegg.